# 老头掌碱
(S)-老头掌碱（英語：(S)-anhalonine）是一种有机化合物，化学式C12H15NO3，可见于烏羽玉、Gymnocalycium stellatum、Gymnocalycium uebelmannianum等物种。